# Jacob Zuma
Jacob Gedleyihlekisa Zuma (Nkandla, 1942. április 12. – ) dél-afrikai politikus, 2009 és 2018 között az ország elnöke.

## Életpályája
Zuma 1942. április 12-én született a mai KwaZulu-Natal tartományban fekvő Nkandla (zulu helyesírással Inkandla) faluban. Fiatalon, 1958-ban lépett be az Afrikai Nemzeti Kongresszusba, és 1962-ben csatlakozott a párt Nelson Mandela vezette Umkhonto we Sizwe nevű katonai szervezetéhez. 1963-ban letartóztatták és tíz év börtönre ítélték. Mandelához hasonlóan a Robben-szigeten raboskodott. Miután szabadon engedték, két évig az Afrikai Nemzeti Kongresszus földalatti szervezetének kiépítésén dolgozott az akkori Natal tartományban, majd 1975 decemberében külföldre távozott.
A következő tizenkét évben Szváziföldön és Mozambikban élt. Thabo Mbekivel együtt az Afrikai Nemzeti Kongresszus (angol rövidítéssel ANC) szervezésében volt aktív. 1977-től tagja volt a szervezet Nemzeti Végrehajtó Bizottságának (National Executive Committee), a nyolcvanas évek végétől pedig ő vezette az ANC hírszerző és elhárító apparátusát.
Amikor 1990 februárjában Dél-Afrika legalizálta az ANC-t, Zuma hazatért és részt vett az apartheid-rezsimmel folytatott tárgyalásokban, amelyek idővel Nelson Mandela szabadon bocsátásához, a feketék választójogának megadásához és 1994-ben a szabad választásokhoz, az ANC hatalomra kerüléséhez vezettek.
Zumát 1991-ben az ANC főtitkárhelyettesévé választották. Az 1994-es választások után KwaZulu-Natalba ment, hogy az Inkatha Szabadság Párt (angol rövidítéssel IFP) és az ANC közötti kiegyezést elősegítse. Az ANC-IFP koalíciójával alakult tartományi kormány gazdasági és idegenforgalmi minisztereként szolgált.
1997-ben an ANC alelnöke lett. 1999 és 2005 között az ország alelnöke volt. Ebben a tisztségében békeközvetítőként tevékenykedett több afrikai konfliktusban, köztük Burundiban és a Kongói Demokratikus Köztársaságban.
Jacob Zuma 2007-ben az ANC elnöke lett. A párt jelöltjeként indult a 2009-es választáson, és 2009. május 6-án meg is választották az ország elnökévé. Ebbe a tisztségébe 2009. május 9-én iktatták be.

### Korrupciós botrányai
A dél-afrikai elnök 2009-es hatalomra kerülése óta számos botrányon van túl. 2016-ban az alkotmánybíróság döntése nyomán nyilvános bocsánatkérésre és félmillió dollár államkasszába történő befizetésére is kényszerült.
2017 augusztusában a 400 tagú dél-afrikai parlament jelen lévő képviselői közül 177 támogatta, 198 pedig elutasította a Jacob Zuma államfő elleni bizalmatlansági indítványt, amelyet az ellenzék nyújtott be.
Bár második  államfői megbízatása 2019-ig tartott volna, ezt az időszakot nem tudta kitölteni. A BBC számolt be arról, hogy 2018. február 13-án saját pártja, az  Afrikai Nemzeti Kongresszus (ANC) vezetősége elérte, hogy Zuma elfogadta a lemondására vonatkozó  ultimátumot és a következő napon távozott tisztségéből.
2021 júniusában az alkotmánybíróság a bíróság megsértése miatt 15 hónap börtönbünetésre ítélte Zumát, miután a volt elnök a bíróság utasítása ellenére nem jelent meg a korrupciós ügyeit vizsgáló bizottság meghallgatásán.
2021 szeptemberében a dél-afrikai alkotmánybíróság határozatában elutasította Jacob Zuma volt elnök beadványát, amelyben kérte ítélete megváltoztatását, és helyben hagyta a korábban kiszabott 15 hónapos börtönbüntetést.

## Családja
Zumának négy felesége van: Sizakele Khumalo, Nompumelelo Ntuli, Tobeka Madiba és Bongi Ngema-Zuma. Gyermekei száma 21.